# Purpuricenus schauffelei
Purpuricenus schauffelei là một loài bọ cánh cứng trong họ Cerambycidae.